# Jeff Buckley
Jeffrey Scott "Jeff" Buckley, född 17 november 1966 i Anaheim i Kalifornien, död 29 maj 1997 i Memphis i Tennessee, var en amerikansk singer-songwriter.

## Biografi

### Bakgrund
Buckley var son till musikern Tim Buckley med rötter i Cork på Irland. Hans mor Mary Guibert härstammar från Panama med rötter i Frankrike och Grekland. 

### Musikkarriär
I december 1993 gav Buckley ut sin första EP, Live at Sin-é. Den innehöll fyra låtar (Mojo Pin, Eternal Life, Je n'en connais pas la fin och The Way Young Lovers Do) som var inspelade vid ett liveframträdande på caféet Sin-é i New York. 1994 gavs Buckleys första album Grace ut. Buckley turnerade runt världen som soloartist, även om han inte ville att folk skulle se honom som det; han ansåg sig tillhöra ett band. Utöver sina egna låtar var Buckley även erkänd som en skicklig tolkare av andra artisters låtar inom flera olika genrer. Bland annat tog han sig an låtar av The Smiths, Edith Piaf och Big Star. Mest berömd är dock tolkningen av Leonard Cohens låt Hallelujah som spelats flitigt på minnesstunder, och även förekommit i filmer och tv-serier, till exempel OC, Vita huset och Cityakuten.
En film om Buckley kallad Greetings From Tim Buckley  utkom 2012 med Penn Badgley i huvudrollen som Jeff Buckley. Filmen producerades av hans mor Mary Guibert och Michelle Sy.

### Död

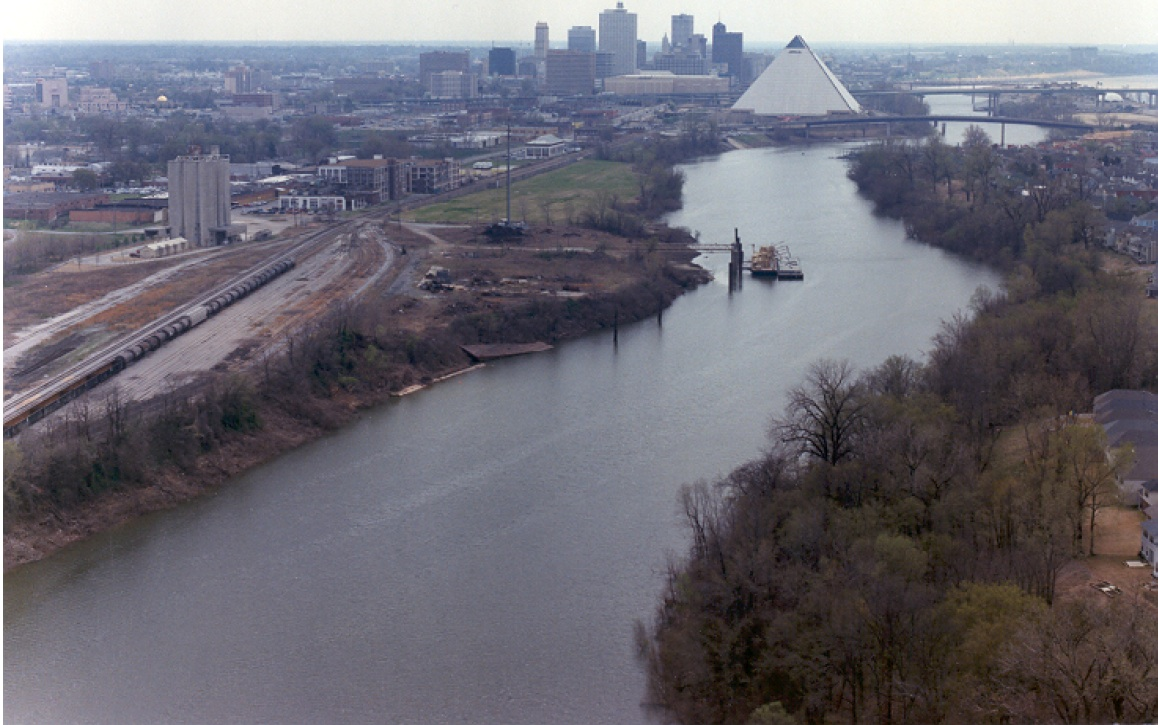
Wolf River Harbor

År 1997 var Buckley och hans vän ute vid floden Wolf River Harbor i Memphis i samband med inspelningarna av Buckleys andra album, My Sweetheart the Drunk (som senare gavs ut postumt under namnet Sketches for My Sweetheart the Drunk). De satt vid stranden, Buckley sjöng och hans vän spelade på en gitarr. Buckley bestämde sig för att ta en simtur med kläderna på, trots att vännen avrådde honom. Hans kompis vände sig bort för att flytta sin gitarr och radio just som en bogserbåt passerade i floden. När han vände sig tillbaka var Buckley försvunnen. Efter några dagars letande hittade polisen honom död den 4 juni 1997.
Jeff Buckley har efter sin död blivit mytomspunnen och flera alternativa teorier där bland annat självmord diskuterats. Detta har dock dementerats av Buckleys mor. Obduktionen visade inga tecken på droger eller alkohol och det har bekräftas att dödsorsaken var drunkning.

## Diskografi

### Studioalbum
- 1994 – Grace

### Livealbum
- 2000 – Mystery White Boy
- 2001 – Jeff Buckley Live À L'Olympia
- 2003 – Live at Sin-é (Legacy Edition)
- 2009 – Grace Around the World
- 2009 – Live From King Theater, Seattle, WA, May 7, 1995

### Samlingsalbum
- 1998 – Sketches for My Sweetheart the Drunk
- 2002 – Songs to No One 1991–1992
- 2007 – So Real: Songs from Jeff Buckley
- 2011 – The Jeff Buckley Collection

### EP-skivor
- 1993 – Live at Sin-é
- 1995 – Live from the Bataclan

## Filmografi
- 2000 – Live in Chicago
- 2002 – Everybody Here Wants You (dokumentär)
- 2009 – Grace Around the World
- 2009 – Amazing Grace: Jeff Buckley (dokumentär)

## Hyllningslåtar till Jeff Buckley
- "A Body Goes Down" – Duncan Shiek
- "As I Wander" – Ours
- "Bandstand in the Sky" – Pete Yorn
- "Bleed" – Ours
- "Blind River Boy" – Amy Correia
- "Boys on the Radio" – Hole (delvis)
- "By Yourself" – Sister 7
- "Gorgeous" – Kashmir
- "Grey Ghost" – Mike Doughty
- "I Heard You Singing" – Ours
- "If Jeff Buckley had Lived" – The Indelicates
- "In a Flash" – Ron Sexsmith
- "J, Jeff och Jesus" – Martin Stenmarck
- "JB" – Welcome To Roswell
- "Just Like Anyone" – Aimee Mann
- "Living In A Video" – Ours
- "Memphis" – PJ Harvey
- "Memphis Skyline" – Rufus Wainwright
- "New Blood" – Beth Wood
- "On the Road to Calvary" – Willie Nile
- "One Last Good Bye" – David Linx
- "Rilkean Heart" – Cocteau Twins
- "Road To Calvary (For Jeff Buckley) – Willie Nile
- "Saint Down The Hall" – Ours
- "Song for a Dead Singer" – Zita Swoon
- "Swimming" – Chris Taylor
- "Teardrop" – Massive Attack
- "Trying Not to Think About It" – Juliana Hatfield
- "Valley of Sound" – Heather Nova
- "Wave Goodbye" – Chris Cornell
- "We Don't Know" – Health & Happiness Show
- "You Were Right" – Badly Drawn Boy (delvis)

## Covers på Jeff Buckley-låtar
| - "Dream Brother" - Tesseract - Bitmap - Martin Grech (live) - Steve Hogarth (live) - The Brent Flood (live) - "Eternal Life" - Sebastian Bach (live) - Our Lady Peace (live) - "Everybody Here Wants You" - Big Sir - Matthew Herbert och Dani Siciliano - The Tea Party (live) - "Grace" - Nick Harper - Fourplay (string quartet) - King Creosote - Rachel Sage - Three Against Four | - "Last Goodbye" - Natalie Merchant från 10,000 Maniacs - The Tea Party (live) - "Lover, You Should've Come Over" - Jamie Cullum - Howie Day (live) - John Mayer (live) - "Morning Theft" - Stephen Fretwell - Ane Brun - "So Real" - Ane Brun - David Ryan Harris - "Forget Her" – Sivert Höyem från Madrugada - "Mojo Pin" – Adem Ilhan - "New Year's Prayer" – Howie Day (live) - "Nightmares By The Sea" – Katatonia - "What Will You Say?" – Martin Grech (live) |